# ケルスティン・ギア
ケルスティン・ギア（Kerstin Gier、1966年 - ）は、ドイツの作家。代表作は、ドイツ本国では発行部数が100万部を超えている「時間旅行者（タイムトラベラー）の系譜」シリーズで、ドイツでは映画化もされた。

## 作品リスト

### ヤングアダルト作品
時間旅行者（タイムトラベラー）の系譜 三部作（遠山明子訳 東京創元社）
Ruby Red Trilogy も参照
- 紅玉（ルビー）は終わりにして始まり Rubinrot （ 2009年 /  2013年2月 ）
- 青玉（サファイア）は光り輝く Saphirblau （ 2010年 /  2013年5月）
- 比類なき翠玉（エメラルド） Smaragdgrün （ 2010年 /  2013年8月）

Silver：The Book Of Dreams（夢の書） 三部作 （遠山明子訳 東京創元社）
- 緑の扉は夢の入口　第一の夢の書 Silber. Das erste Buch der Träume （ 2013年 /  2018年4月）
- 黒の扉は秘密の印 第二の夢の書 Silber. Das zweite Buch der Träume （ 2014年 /  2018年7月）
- 黄色の扉は永遠の階 第三の夢の書 Silber. Das dritte Buch der Träume （ 2015年 /  2018年10月）

その他
- Jungs sind wie Kaugummi (2009)

### 大人向け作品
- Männer und andere Katastrophen (1996)
- Die Laufmasche (1997)
- Die Braut sagt leider nein (1998)
- Fisherman's Friend in meiner Koje (1998)
- Die Mütter-Mafia (2005)
- Die Patin (2006)
- Ach, wär ich nur zu Hause geblieben (2007)
- Ehebrecher und andere Unschuldslämmer (2007)
- Für jede Lösung ein Problem (2007)
- Lügen, die von Herzen kommen (2007)
- Ein unmoralisches Sonderangebot (2008)
- Gegensätze ziehen sich aus (2009)
- In Wahrheit wird viel mehr gelogen (2009)
- 夫に出会わないためのTo Doリスト Auf der anderen Seite ist das Gras viel grüner （ 2011年 /  2014年10月 遠山明子訳 東京創元社）
- Die Mütter-Mafia und Friends (2011)

## 映画化作品
ドイツ語版のケルスティン・ギアの映画化作品の節 も参照
- タイムトラベラーの系譜 ルビー・レッド（英語版、ドイツ語版）（ 2013年）
- タイムトラベラーの系譜 サファイア・ブルー（ドイツ語版）（ 2014年）
- タイムトラベラーの系譜 エメラルド・グリーン（ドイツ語版）（ 2016年）